# Aire d'attraction de Châtillon-sur-Seine
L'aire d'attraction de Châtillon-sur-Seine est un zonage d'étude défini par l'Insee pour caractériser l’influence de la commune de Châtillon-sur-Seine sur les communes environnantes. Publiée en octobre 2020, elle se substitue à l'aire urbaine de Châtillon-sur-Seine, qui comportait 38 communes dans le zonage de 2010.

### Carte

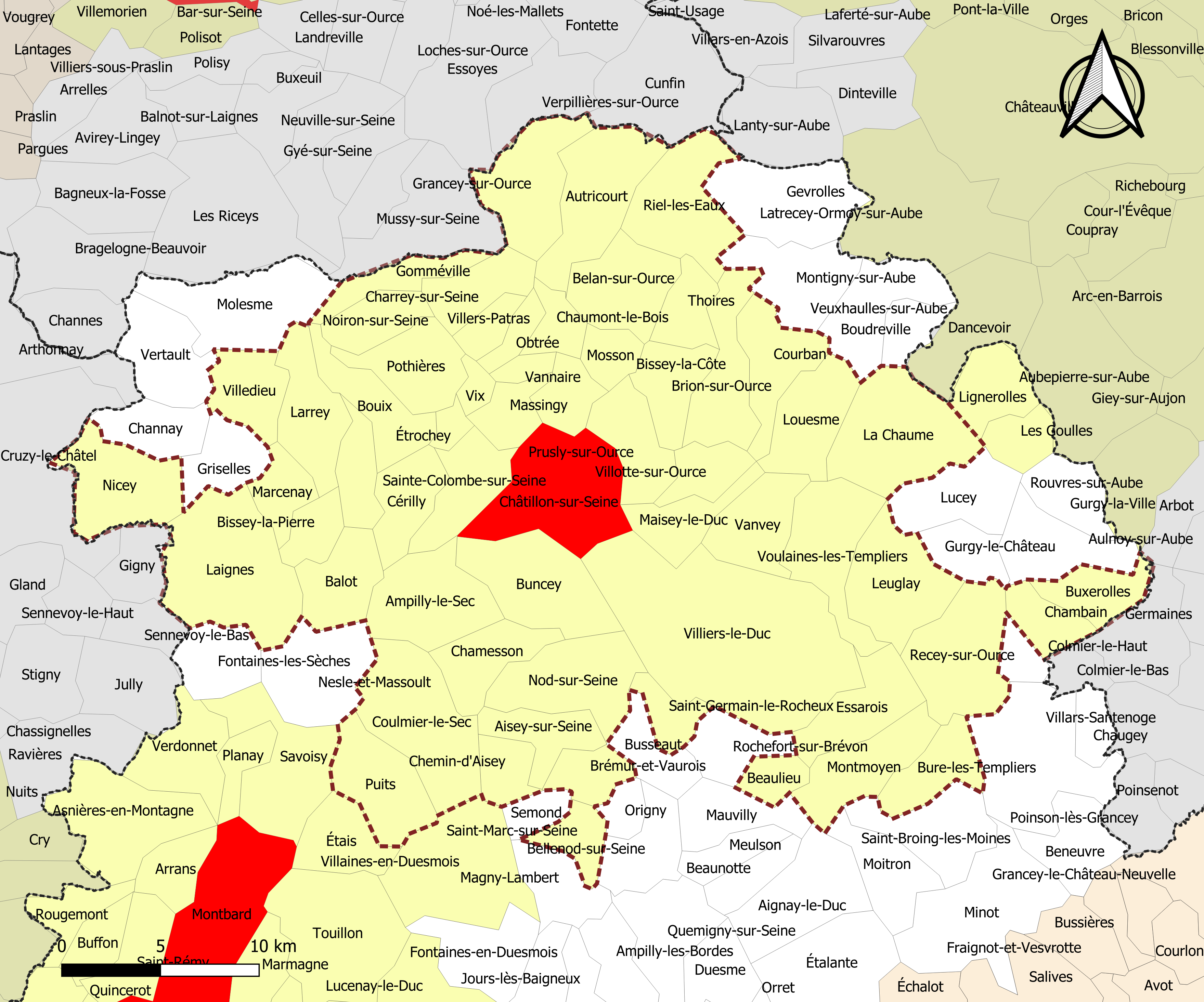
Carte de l'aire d'attraction de Châtillon-sur-Seine.
Commune-centre
Commune de la couronne

## Définition
L'aire d'attraction d'une ville est composée d’un pôle, défini à partir de critères de population et d’emploi ainsi que d’une couronne constituée des communes dont au moins 15 % des actifs travaillent dans le pôle. Le pôle d’attraction constitue ainsi un point de convergence des déplacements domicile-travail,.

## Géographie
L’aire d'attraction de Châtillon-sur-Seine est une aire intra-départementale qui comporte 60 communes dans la Côte-d'Or. 

### Composition communale
| Catégorie               | Département | Communes | Communes |
| Catégorie               | Département | Nombre   | Libellé |
| ----------------------- | ----------- | -------- | --- |
| Commune-centre          | Côte-d'Or   | 1        | Châtillon-sur-Seine. |
| Communes de la couronne | Côte-d'Or   | 59       | Aisey-sur-Seine, Ampilly-le-Sec, Autricourt, Balot, Beaulieu, Belan-sur-Ource, Bissey-la-Côte, Bissey-la-Pierre, Bouix, Brémur-et-Vaurois, Brion-sur-Ource, Buncey, Buxerolles, Cérilly, Chambain, Chamesson, Charrey-sur-Seine, La Chaume, Chaumont-le-Bois, Chemin-d'Aisey, Coulmier-le-Sec, Courban, Essarois, Étrochey, Gomméville, Grancey-sur-Ource, Laignes, Larrey, Leuglay, Louesme, Maisey-le-Duc, Marcenay, Massingy, Montliot-et-Courcelles, Montmoyen, Mosson, Nicey, Nod-sur-Seine, Noiron-sur-Seine, Obtrée, Poinçon-lès-Larrey, Pothières, Prusly-sur-Ource, Puits, Recey-sur-Ource, Riel-les-Eaux, Sainte-Colombe-sur-Seine, Saint-Germain-le-Rocheux, Saint-Marc-sur-Seine, Terrefondrée, Thoires, Vannaire, Vanvey, Villedieu, Villers-Patras, Villiers-le-Duc, Villotte-sur-Ource, Vix, Voulaines-les-Templiers. |

## Démographie
Cette aire est catégorisée dans les aires de moins de 50 000 habitants, une catégorie qui regroupe 12,2 % de la population au niveau national.